# Мальякани, Ирцио Луиджи
Ирцио Луиджи Мальякани (итал.  Irzio Luigi Magliacani OFMCap, 16 февраля 1892 года, Италия — 15 марта 1976 года) — католический прелат, епископ, викарий апостольского викариата Аравии с 25 декабря 1949 года по 4 ноября 1969 год, член монашеского ордена капуцинов.

## Биография
20 марта 1915 года Ирцио Луиджи Мальякани был рукоположён в священники в монашеском ордене капуцинов. 23 марта 1948 года Святой Престол назначил его апостольским администратором апостольского викариата Аравии.
25 декабря 1949 года Римский папа Пий XII назначил Ирцио Луиджи Мальякани титулярным епископом Диума и викарием апостольского викариата Аравии. 28 мая 1950 года состоялось рукоположение Ирцио Луиджи Мальякани в епископы, которое совершил архиепископ Флоренции кардинал Элиа Далла Коста в сослужении с архиепископом Агры Эванджелистой Латино Энрико Ванни и епископом Монтальчино Иринео Энрико Келуччи.
Принимал участие в работе I, II, III и IV сессий Второго Ватиканского собора.
4 ноября 1969 года Ирцио Луиджи Мальякани подал в отставку. Скончался 15 марта 1976 года.